# Brian Kaltack
Brian Kaltack (sinh ngày 30 tháng 9 năm 1993) là một cầu thủ bóng đá người Vanuatu hiện đang thi đấu ở vị trí hậu vệ cho câu lạc bộ Central Coast Mariners tại A-League và đội tuyển bóng đá quốc gia Vanuatu.

## Sự nghiệp
Kaltack chơi cho câu lạc bộ Waterside Karori ở New Zealand và tại Papua New Guinea với câu lạc bộ Hekari United.
Anh chơi trận đầu tiên cho đội tuyển quốc gia Vanuatu vào năm 2011.
Kaltack tập luyển tại giải A-League cho câu lạc bộ Wellington Phoenix từ tháng 7 năm 2011 đến tháng 1 năm 2012 với lời mời của huấn luyện viên Ricki Herbert và nhận $15.000 tiền hỗ trợ từ Liên đoàn bóng đá châu Đại Dương.

## Đời sống cá nhân
Em trai của Brian là Jean cũng chơi cho đội tuyển quốc gia Vanuatu. Họ cùng nhau thi đấu tại giải Cúp bóng đá châu Đại Dương năm 2012.

## Bàn thắng quốc tế
Tính đến ngày 18 tháng 7 năm 2019.
| # | Ngày                 | Địa điểm                                                    | Trận đấu thứ | Đối thủ            | Bàn thắng | Kết quả | Giải đấu                 |
| - | -------------------- | ----------------------------------------------------------- | ------------ | ------------------ | --------- | ------- | ------------------------ |
| 1 | 3 tháng 6 năm 2012   | Sân vận động Lawson Tama, Honiara, Quần đảo Solomon         | 8            | Samoa              | 2–0       | 5–0     | Vòng loại World Cup 2014 |
| 2 | 10 tháng 11 năm 2015 | Sân vận động Korman, Port Vila, Vanuatu                     | 11           | Fiji               | 1–0       | 2–1     | Giao hữu                 |
| 3 | 26 tháng 3 năm 2016  | Sân vận động Thành phố Port Vila, Port Vila, Vanuatu        | 12           | Nouvelle-Calédonie | 2–1       | 2–1     | Giao hữu                 |
| 4 | 4 tháng 6 năm 2016   | Sân vận động Sir John Guise, Port Moresby, Papua New Guinea | 15           | Fiji               | 3–2       | 3–2     | OFC Nations Cup 2016     |
| 5 | 18 tháng 7 năm 2019  | Sân vận động bóng đá quốc gia, Apia, Samoa                  | 21           | Samoa              | 10–0      | 11–0    | Pacific Games 2019       |